# 卜泰
卜泰（?—?），五胡十六国汉赵大臣。官至侍中、大司空。匈奴族。

## 生平
318年，靳准派侍中卜泰赠送车驾、服御给石勒，向他请和。石勒囚禁卜泰，押送到刘曜那里。刘曜让卜泰转告靳准，让他早日迎奉自己的大驾。卜泰回到平阳，靳准觉得自己杀害了刘曜的母亲、兄弟，犹豫不决。十二月，乔泰、王腾、靳康杀了靳准，推举尚书令靳明为主，派遣卜泰奉送传国的六颗印信投降刘曜。刘曜拜为左光禄大夫。
323年，前赵主刘曜以刘熙为太子，后来世子刘胤回来，刘曜想要改立刘胤。左光禄大夫卜泰、太子太保韩广则进谏说：“陛下以废立为是，不应更问群臣；若以为疑，固乐闻异同之言。臣窃以为废太子，非也。昔文王定嗣于未立之前，则可也；光武以母失恩而废其子，岂足为圣朝之法！向以东海为嗣，未必不如明帝也。胤文武才略，诚高绝于世；然太子孝友仁慈，亦足为承平贤主。况东宫者，民、神所系，岂可轻动！陛下诚欲如是，臣等有死而已，不敢奉诏。”刘曜追谥刘胤的生母、前妃卜氏为元悼皇后。卜泰即刘胤的娘舅，刘曜为嘉奖他的公正和忠贞，任为上光禄大夫、仪同三司、领太子太傅。326年，前赵任汝南王刘咸为太尉、录尚书事，任光禄大夫刘绥为大司徒，卜泰为大司空。